# Peucetia punjabensis
Peucetia punjabensis är en spindelart som beskrevs av Gajbe 1999. Peucetia punjabensis ingår i släktet Peucetia och familjen lospindlar. Inga underarter finns listade i Catalogue of Life.